# Loi Eusébio de Queirós
On appelle Loi Eusébio de Queirós une acte législatif brésilien du Second Règne, qui interdisait la traite des esclaves à travers l'Atlantique.
Elle fut promulguée le 4 septembre 1850, en raison surtout de la pression de l'Angleterre, que matérialisait l'application unilatérale par ce pays de ce qu'on appelle le « Bill Aberdeen ». Dans ces conditions le Parti conservateur, alors au pouvoir au Brésil, en vint à défendre devant le parlement la fin de la traite des noirs. À la tête de ce mouvement se trouvait le ministre Eusébio de Queirós, qui insista sur la nécessité dans laquelle se trouvait le pays de prendre de lui-même la décision de mettre fin à la traite, pour préserver son image de nation souveraine.
La loi ne produisit pas d'effets immédiats dans la structure du système économique brésilien. La traite illégale s'accrut fortement dans la période qui suivit la loi et, de fait, celle-ci se traduisit par une augmentation du nombre d'entrées d'Africains au Brésil.
Quand la situation devint plus délicate, c'est la traite intérieure qui augmenta et se concentra sur ce qui était à l'époque les Provinces de Rio de Janeiro et de São Paulo, puisqu'il s'agissait des zones les plus productives pour les plantations de café.
Il ne fallut pas longtemps pour que l'Angleterre fît pression sur le Brésil pour mettre fin à la traite interne, jusqu'à ce que fût prise définitivement la solution d'avoir recours à des travailleurs salariés.
À la même époque la croissance démographique en Europe, qui était alors entrée dans la seconde phase de la Révolution industrielle, et les conflits qui accompagnaient en Italie et en Allemagne les processus d'unification, aboutirent à une augmentation de l'émigration, conduisant le Brésil à essayer de détourner une partie de ce courant comme solution alternative pour remplacer la main d'œuvre agricole.
Il y eut au début quelques problèmes, le principal étant que les grands propriétaires étaient habitués au système esclavagiste, ce qui entraînait des problèmes pour les immigrants, soumis dans la pratique à un régime proche de l'esclavage.
Dans cette situation des pays comme l'Allemagne en vinrent à interdire l'émigration vers le Brésil. Pour contourner cette difficulté, le Brésil adopta un système d'immigration subventionnée et commença à financer la venue et les premières dépenses des immigrés.